# (3965) Konopleva
(3965) Konopleva est un astéroïde de la ceinture principale.

## Description
(3965) Konopleva est un astéroïde de la ceinture principale. Il fut découvert le 8 novembre 1975 à Naoutchnyï par Nikolaï Tchernykh. Il présente une orbite caractérisée par un demi-grand axe de 2,65 UA, une excentricité de 0,15 et une inclinaison de 12,7° par rapport à l'écliptique.

## Compléments